# Montecristo
Montecristo er en italiensk ø i det Tyrrhenske hav ud for Toscanas kyst. Øen har et areal på 10,4 km². Den har ingen faste beboere; men der er dog altid udstationeret to eller flere medarbejdere fra det italienske Corpo Forestale, som er en slags naturkorps med politimyndighed. Det højeste punkt er Monte della Fortezza, 645 m.o.h.
Montecristo er naturpark med meget begrænset adgang. Der har således normalt kun været adgang for forskere, der havde et videnskabeligt formål med deres besøg. I de senere år er der dog også givet adgang til, at maksimalt tusind andre besøgende årligt kan få adgang til øen. Disse besøg kan kun finde sted med ledsagelse af Corpo Forestale og kan maksimalt vare seks timer.
Øen rejser sig de fleste steder stejlt fra havet, og vegetationen er sparsom. Kun på vestsiden er der en naturlig landingsplads for småskibe ved Cala Maestra, og det er da også her øens eneste bebyggelse er. På grund af den barske natur og begrænsede mængder ferskvand, har øen aldrig haft mange beboere. Den første faste beboer siges at have været San Mamiliano, der var biskop i Palermo, men som på grund af forfølgelse fra vandalerne flygtede og slog sig ned som eremit i en hule på Montecristo, som i dag kaldes Grotta del Santo, Helgenens Grotte.
I det 7. århundrede blev der grundlagt et benediktinerkloster på øen, som i de følgende århundreder voksede sig større. I 1553 blev klosteret imidlertid overfaldet af pirater, og munkene forlod øen, der i de følgende århundreder var ubeboet. Ifølge en legende gemte munkene forinden en guldskat et sted på øen, som aldrig er blevet fundet. Det var denne legende der inspirerede Alexandre Dumas til romanen Greven af Monte Cristo. Klosteret ligger i dag i ruiner, bl.a. fordi lykkejægere gennem tiderne har ledt efter skatten. Det formodes at denne skat nu er fundet, ikke på Montecristo, men i en kirke i Sovana på det italienske fastland.
- Cala Maestra, Montecristo
- Villa Reale, Montecristo
- Montecristo

I 1852 blev øen købt af englænderen George Watson-Taylor, der opførte den nuværende bebyggelse ved Cala Maestra. Senere overgik øen til det italienske kongehus, der selv i en årrække benyttede øen til ferieophold, hvorfor øens villa fortsat kaldes Villa Reale, Den Kongelige Villa. Kongehuset lejede senere øen ud til jagtreservat. Under 2. verdenskrig opførtes der en fælles italiensk-tysk militærinstallation på øen. Efter krigen var øen i privateje i en årrække, men blev i 1971 overtaget af den italienske stat og den har herefter været naturreservat.
Øen har trods den barske natur et rigt dyreliv. Især er øen kendt for sin vilde geder, som der menes at være ca. 200 eksemplarer af. I havet omkring øen findes desuden sæler. Desuden yngler mange fugle på øen. Det gælder bl.a. den sjældne korsikanske måge, almindelig skråpe, vandrefalk og høgeørn. Desuden besøges øen af mange trækfugle.